# Eofoersteria vasta
Eofoersteria vasta är en stekelart som först beskrevs av Girault 1920.  Eofoersteria vasta ingår i släktet Eofoersteria och familjen dvärgsteklar. Inga underarter finns listade i Catalogue of Life.